# Praga MN
Der Praga MN war ein  leichter von 1926 bis 1928 gebauter LKW und Kleinbus.

## Geschichte
So, wie der Praga AN ein Lieferwagen auf dem Fahrgestell des Praga Alfa war, war der Praga MN (Mignon Nákladný) ein Nutzfahrzeug auf dem Fahrgestell des Mittelklassewagens Praga Mignon, dessen Rücksitzbank durch einen Laderaum ersetzt war.
Der wassergekühlte 2,3-Liter-Motor stammte vom Praga Mignon (ab 7. Serie) und leistete zunächst 32, ab 1927 34 PS. Das Fahrzeug kostete zwischen 68.000 und 76.000 Kronen. Von 1926 bis 1928 entstanden 500 oder 509 Fahrzeuge, dazu 341 Kleinbusse mit 14 – 16 Sitzplätzen.

## Technische Daten
Nachfolgend eine Übersicht über die technischen Daten der einzelnen Varianten:
| Typ             | leer (t) | Länge (m) | Breite (m) | Radstand (m) | Zylinder | cm³  | PS | km/h | Nutzlast (t) |
| --------------- | -------- | --------- | ---------- | ------------ | -------- | ---- | -- | ---- | ------------ |
| MN, 1.–3. Serie | 1,2      | 5,471     | 1,75       | 3,20         | 4        | 2292 | 32 | 40   | 2,0          |
| MN, 4.–7. Serie | 1,23     | 5,48      | 1,78       | 3,20         | 4        | 2292 | 34 | 42   | 2,0          |